# أبو الذيال اليهودي
أبو الذيال البلوي اليهودي شَاعِر جاهلي يهودي من يَهود تيماء قَابَل النبي محمد ﷺ ولم يُسلم, من بني حشنة بن عكارمة بن قريم وهُم حي من أحياء العرب تهودوا في الجاهلية، من قبيلة بلي.

## شِعره
أدرك الإسلام ولم يُسلم، ولما حدث ما حدث وحل ما حل بِيَهود خيبر والحجاز جعل أبو الذيال يبكي عَليِهُمُ ويَقول:
وأيضاً من شِعره:
وَيَقولُ أيضاً: